# Miss Aubry's Love Affair
Miss Aubry's Love Affair è un cortometraggio muto del 1912 scritto, diretto e interpretato da Hobart Bosworth.

## Produzione
Il film fu prodotto dalla Selig Polyscope Company.

## Distribuzione
Distribuito dalla General Film Company, il film - un cortometraggio di una bobina - uscì nelle sale cinematografiche statunitensi il 25 novembre 1912.